# Iosi, el espía arrepentido
Iosi, el espía arrepentido és una sèrie de televisió per internet de thriller argentina-uruguaiana creada per Daniel Burman per a Prime Video. La sèrie conta la història real d'un espia de la Policia Federal Argentina que s'infiltra en una comunitat jueva per recaptar informació, que després aparentment va ser utilitzada per portar endavant els atemptats terroristes contra l'ambaixada d'Israel en 1992 i l'AMIA en 1994. És protagonitzada per Natalia Oreiro, Gustavo Bassani, Alejandro Awada, Carla Quevedo, Minerva Casero, Juan Leyrado, Marco Antonio Caponi, Daniel Kuzniecka i Matías Mayer. La sèrie es va estrenar el 29 d'abril de 2022.
Al maig del 2022, es va confirmar que la sèrie va ser renovada per a una segona temporada.

## Sinopsi
La sèrie segueix la història real d'un jove agent d'intel·ligència de la Policia Federal Argentina a qui els seus superiors, en plena època democràtica, des de 1985, li assignen la missió d'infiltrar-se en una comunitat jueva per molts anys per a recaptar informació sobre el Pla Andinia, que posteriorment es va usar per a perpetrar els atacs terroristes contra l'ambaixada d'Israel en 1992 -en el qual no va poder determinar-se els qui van ser els responsables- i contra la Amia en 1994 -en el qual van ser descoberts i condemnats diversos encobridors-, on van ser assassinades 107 persones.

## Repartiment

### Principal
- Natalia Oreiro com Claudia
- Gustavo Bassani com José Pérez / Iosi
- Alejandro Awada com Saúl Menajem
- Carla Quevedo com Eli
- Minerva Casero com Dafne Menajem
- Juan Leyrado com Abraham Glusberg
- Marco Antonio Caponi com Luis Garrido
- Daniel Kuzniecka com Aarón
- Matías Mayer com Víctor Kesselman

### Secundari
- Mirella Pascual com Zuni
- Damián Dreizik com Marcelo
- César Troncoso com Castaño
- Carlos Belloso com Kadar

### Participacions
- Roly Serrano com Ministre Aquino
- Julián Ache Pérez Zinola com Jonás Kesselman
- Mercedes Morán com Mónica Raposo
- Danna Liberman com Silvina
- Miguel Di Lemme com Daniel Cruz
- Lucio Hernández com Salerno
- Víctor Wainbuch com Rabí Straimel
- Fernando Miró com Fiscal Castillo
- Roberto Suárez com Horacio Gutiérrez
- David Masajnik com Doctor Roitman

## Episodis
| Núm. | Títol             | Direcció                              | Guió                                                                 | Data d'emissió original |
| ---- | ----------------- | ------------------------------------- | -------------------------------------------------------------------- | ----------------------- |
| 1    | «La misión»       | Daniel Burman i Sebastián Borensztein | Sebastián Borensztein, Natacha Caravia, Andrés Gelós i Daniel Burman | 29 d'abril de 2022      |
| 2    | «La memoria»      | Daniel Burman i Sebastián Borensztein | Sebastián Borensztein, Natacha Caravia, Andrés Gelós i Daniel Burman | 29 d'abril de 2022      |
| 3    | «El hijo»         | Daniel Burman i Sebastián Borensztein | Sebastián Borensztein, Natacha Caravia, Andrés Gelós i Daniel Burman | 29 d'abril de 2022      |
| 4    | «Jeans nevados»   | Daniel Burman i Sebastián Borensztein | Sebastián Borensztein, Natacha Caravia, Andrés Gelós i Daniel Burman | 29 d'abril de 2022      |
| 5    | «Una alfombra»    | Daniel Burman i Sebastián Borensztein | Sebastián Borensztein, Natacha Caravia, Andrés Gelós i Daniel Burman | 29 d'abril de 2022      |
| 6    | «Casa de muñecas» | Daniel Burman i Sebastián Borensztein | Sebastián Borensztein, Natacha Caravia, Andrés Gelós i Daniel Burman | 29 d'abril de 2022      |
| 7    | «14:45»           | Daniel Burman i Sebastián Borensztein | Sebastián Borensztein, Natacha Caravia, Andrés Gelós i Daniel Burman | 29 d'abril de 2022      |
| 8    | «El idiota útil»  | Daniel Burman i Sebastián Borensztein | Sebastián Borensztein, Natacha Caravia, Andrés Gelós i Daniel Burman | 29 d'abril de 2022      |

## Desenvolupament

### Producció
Al febrer del 2017, es va informar que la productora argentina Oficina Burman s'havia unit en una aliança amb Mediapro per a desenvolupar diversos projectes amb projecció internacional, entre ells l'adaptació del llibre Iosi, el espía arrepentido d'Horaci Lutzky i Miriam Lewin per a ser una sèrie, que conta la història d'un espia infiltrat en la comunitat jueva que va revelar informació vital als quals posteriorment causarien els atacs a l'ambaixada israeliana i l'AMIA, que va resultar ser el pitjor atac bomba de la història de l'Argentina.
Al gener del 2020, es va anunciar que la sèrie estaria dirigida per Daniel Burman i Sebastián Borensztein, la qual també comprendria de 8 episodis de 60 minuts de durada i que s'estrenaria per la plataforma d'Amazon Prime Video.

### Rodatge
Els enregistraments de la sèrie van començar a la fi de gener del 2021 a Montevideo, Uruguai.
Al seu torn, es van filmar diverses escenes en algunes localitats de Canelones com Progreso, Los Cerrillos, La Paz i Paso Carrasco.
 El rodatge de la segona temporada va iniciar al maig del 2022 novament a l'Uruguai.

### Càsting
Al desembre del 2020, es va confirmar que Gustavo Bassani, Marco Antonio Caponi, Alejandro Awada, Juan Leyrado, Matías Mayer i Minerva Casero serien els protagonistes de la sèrie i que a més comptaria amb la participació especial de Natalia Oreiro. Al gener de 2021, es va informar que Carla Quevedo s'havia unit a l'elenc principal.
Per a la segona temporada, es va anunciar la incorporació de dos actors israelians Moran Rosenblatt i Itzik Cohen.

## Recepció

### Comentaris de la crítica
La sèrie va collir crítiques positives per part dels experts. Diego Lerer de Micropsia Cine va atorgar a la sèrie una ressenya positiva, dient que és «atractiva, promissòria i molt a to», com així també va elogiar l'actuació de Bassani descrivint-la com a «sorprenent» i va valorar que Oreiro va compondre una agent secreta internacional amb fredor. Per la seva part, Diego Batlle d'Otros cines va rescatar que la sèrie és «tècnicament irreprotxable en totes les rúbriques, la sèrie té una excel·lent direcció d'art i banda de so [...], i queda clar que sorgeix com una aposta amb troballes no menors, i al seu torn va considerar la interpretació de Bassani com a «impecable».

### Premis i nominacions
| Llista de premis i nominacions | Llista de premis i nominacions | Llista de premis i nominacions                       | Llista de premis i nominacions                                                         | Llista de premis i nominacions | Llista de premis i nominacions |
| Any                            | Organització                   | Categoria                                            | Nominat/a(s)                                                                           | Resultat                       | Ref(s)                         |
| ------------------------------ | ------------------------------ | ---------------------------------------------------- | -------------------------------------------------------------------------------------- | ------------------------------ | ------------------------------ |
| 2022                           | Produ Awards                   | Millor Sèrie Adaptació                               | Iosi, el espía arrepentido                                                             | Nominat                        | [ 15 ] [ 16 ]                  |
| 2022                           | Produ Awards                   | Millor Actriu Principal - Sèrie Dramàtica            | Natalia Oreiro                                                                         | Guanyadora                     | [ 15 ] [ 16 ]                  |
| 2022                           | Produ Awards                   | Millor Actor Principal - Sèrie Dramàtica             | Gustavo Bassani                                                                        | Nominat                        | [ 15 ] [ 16 ]                  |
| 2022                           | Produ Awards                   | Millor Showrunner                                    | Daniel Burman                                                                          | Guanyador                      | [ 15 ] [ 16 ]                  |
| 2022                           | Premis Cóndor de Plata         | Millor Sèrie Dramàtica                               | Iosi, el espía arrepentido                                                             | Guanyador                      | [ 17 ] [ 18 ]                  |
| 2022                           | Premis Cóndor de Plata         | Millor Direcció                                      | Daniel Burman i Sebastián Borensztein                                                  | Nominat                        | [ 17 ] [ 18 ]                  |
| 2022                           | Premis Cóndor de Plata         | Millor Actor Protagonista en Drama                   | Gustavo Bassani                                                                        | Guanyador                      | [ 17 ] [ 18 ]                  |
| 2022                           | Premis Cóndor de Plata         | Millor Actor de Repartiment                          | Alejandro Awada                                                                        | Nominat                        | [ 17 ] [ 18 ]                  |
| 2022                           | Premis Cóndor de Plata         | Millor Actriu de Repartiment                         | Minerva Casero                                                                         | Nominada                       | [ 17 ] [ 18 ]                  |
| 2022                           | Premis Cóndor de Plata         | Millor Actriu de Repartiment                         | Natalia Oreiro                                                                         | Nominada                       | [ 17 ] [ 18 ]                  |
| 2022                           | Premis Cóndor de Plata         | Revelació Masculina                                  | Gustavo Bassani                                                                        | Nominat                        | [ 17 ] [ 18 ]                  |
| 2022                           | Premis Cóndor de Plata         | Revelació Femenina                                   | Minerva Casero                                                                         | Guanyadora                     | [ 17 ] [ 18 ]                  |
| 2022                           | Premis Cóndor de Plata         | Millor Guió Adaptat                                  | Sebastián Borensztein, Natacha Caravia, Andrés Gelós, Sergio Dubcovsky i Daniel Burman | Guanyadors                     | [ 17 ] [ 18 ]                  |
| 2022                           | Premis Cóndor de Plata         | Millor Direcció de Fotografia                        | Rodrigo Pulpeiro                                                                       | Nominat                        | [ 17 ] [ 18 ]                  |
| 2022                           | Premis Cóndor de Plata         | Millor Muntatge                                      | Alejandro Carrillo Penovi iAlejandro Parysow                                           | Nominats                       | [ 17 ] [ 18 ]                  |
| 2022                           | Premis Cóndor de Plata         | Millor Direcció artística                            | Marcelo Salvioli                                                                       | Nominat                        | [ 17 ] [ 18 ]                  |
| 2022                           | Premis Cóndor de Plata         | Millor Disseny de Vestuari                           | Carolina Duré y Roberta Pesci                                                          | Nominades                      | [ 17 ] [ 18 ]                  |
| 2022                           | Premis Cóndor de Plata         | Millor Música Original                               | Federico Jusid                                                                         | Guanyador                      | [ 17 ] [ 18 ]                  |
| 2022                           | Premis Cóndor de Plata         | Millor Maquillatge i Perruqueria                     | Alberto Moccia                                                                         | Nominat                        | [ 17 ] [ 18 ]                  |
| 2022                           | Premis Cóndor de Plata         | Millor Disseny de So                                 | Jésica Suárez                                                                          | Guanyadora                     | [ 17 ] [ 18 ]                  |
| 2023                           | Premis Platino                 | Millor Minisèrie o Telesèrie                         | Iosi, el espía arrepentido                                                             | Pendent                        | [ 19 ]                         |
| 2023                           | Premis Platino                 | Millor Actor de Repartiment en Minisèrie o Telesèrie | Alejandro Awada                                                                        | Pendent                        | [ 19 ]                         |
| 2023                           | Premis Platino                 | Millor Creador de Minisèrie o Telesèrie              | Daniel Burman                                                                          | Pendent                        | [ 19 ]                         |